# The Amorettes
The Amorettes sind eine schottische Classic-/Hard-Rock-Band aus Edinburgh. Die Band steht bei dem Plattenlabel Off Yer Rocka unter Vertrag und hat bislang vier Studioalben veröffentlicht.

## Geschichte
Die Band wurde im Jahre 2010 von der Schlagzeugerin Hannah McKay und der Gitarristin Gill Montgomery gegründet. Beide Musikerinnen studierten zu dieser Zeit Musik am Stevenson College in Edinburgh und waren Fans von AC/DC und Classic Rock. Nachdem die Band einige namentlich unbekannte Bassisten in ihren Reihen hatte schloss sich später Hannahs jüngere Schwester Heather McKay der Band an. Den Bandnamen fanden Gill Montgomery und ihr Freund in einem Buch für Babynamen. Bereits im Dezember 2010 nahm die Band in Eigenregie mit dem Produzenten Allan Forsyth ihr Debütalbum Haulin’ Ass auf, das ein Jahr später in Eigenregie veröffentlicht wurde. The Amorettes wurden bei den „Scottish New Music Awards“ als Band des Jahres ausgezeichnet.
In den folgenden Jahren spielte die Band zahlreiche Konzerte im Vereinigten Königreich und eröffneten dabei für Bands und Künstler wie Sebastian Bach, den Black Star Riders, Gun, W.A.S.P. oder den L.A. Guns. Im Jahre 2014 wurden die Amorettes vom Plattenlabel Off Yer Rocka unter Vertrag genommen und spielte beim Bloodstock Open Air. Mit dem Produzenten Chris Tsangarides, der bereits mit Judas Priest oder Depeche Mode gearbeitet hat, nahm die Band ihr zweites Studioalbum Game On auf. Das Album wurde im März 2015 veröffentlicht. The Amorettes tourten zeitgleich im Vorprogramm von Europe und den Black Star Riders. Ein Jahr später folgte das dritte Studioalbum White Hot Heat, dass vom Thunder-Gitarristen Luke Morley produziert wurde. Darüber hinaus schrieben Morley und der Black-Star-Riders-Sänger Ricky Warwick einige Lieder für die Band. Am  6. April 2018 erschien das vierte Studioalbum Born to Break, dass erneut von Luke Morley produziert wurde.
Am 25. Februar 2019 gab die Band den Ausstieg von Heather und Hannah McKay bekannt. Am 7. März 2019 wurde bekannt, dass für die bevorstehende Tour von der Band Tequila Mockingbyrd die beiden Musikerinnen Jacinta Jaye (Bass) und Josie O’Toole (Drums) sowie von der Band Aaron Buchanan & The Cult Classic die Gitarristin Laurie Buchanan die Band ergänzen. Umgekehrt werden die vier Musikerinnen auch gemeinsam die Auftritte von Tequila Mockingbyrd bestreiten. Am 25. Juli 2019 spielte die Band als Vorgruppe vor Airbourne am Blue Balls Festival in Luzern, Schweiz. Zudem spielte die Band, teilweise als Vorband von The Quireboys, an diversen Festivals in Großbritannien, Frankreich, Belgien und Niederlanden.

## Stil
The Amorettes spielen klassischen, von Bands wie AC/DC, Van Halen oder Mötley Crüe beeinflussten Hard Rock. Von Seiten der Presse wurden The Amorettes als „weibliche Ramones“ oder „Airbourne mit Joan Jett als Sängerin“ bezeichnet. Laut Gill Montgomery wollten die Musikerinnen die Lücke schließen, die nach der Auflösung von rein weiblichen Rockbands wie The Runaways oder Rock Goddess entstanden ist.

## Diskografie
- 2011: Haulin’ Ass[4]
- 2015: Game On[8]
- 2016: White Hot Heat[9]
- 2018: Born to Break[10]